# Zdeněk Nytra
Zdeněk Nytra (* 6. října 1961 Frýdek-Místek) je český politik a hasič, v letech 2001 až 2016 ředitel Hasičského záchranného sboru Moravskoslezského kraje, od roku 2016 senátor za obvod č. 70 – Ostrava-město, v letech 2018 až 2022 zastupitel města Ostrava (v letech 2018 až 2020 též radní města), v letech 2006 až 2018 zastupitel městského obvodu Moravská Ostrava a Přívoz, člen ODS. V říjnu 2020 se stal předsedou Senátorského klubu ODS a TOP 09.

## Život
V letech 1976 až 1980 vystudoval Střední průmyslovou školu chemickou v Ostravě a následně v letech 1980 až 1984 obor technika požární ochrany a bezpečnosti práce na Hornicko-geologické fakultě Vysoké školy báňské v Ostravě (získal titul Ing.).
Od roku 1985 je hasičem z povolání, nejprve působil jako velitel útvaru u Požární ochrany železnic Ostrava. V roce 1991 vstoupil do řad Hasičského záchranného sboru města Ostravy. Do roku 1993 vykonával na tomto pracovišti funkci odborného referenta, následně byl ředitelem a městským požárním radou. V roce 2001 se stal ředitelem nově vzniklého Hasičského záchranného sboru Moravskoslezského kraje. Funkci zastával do roku 2016, kdy se stal senátorem.
Angažuje se jako viceprezident Mezinárodní organizace hasičských a záchranných služeb (od roku 2015), byl předsedou České hasičské sportovní federace, sekretářem České asociace hasičských důstojníků (od 2009) či členem Vědecké rady Fakulty bezpečnostního inženýrství VŠB – TU Ostrava.
Zdeněk Nytra je rozvedený, má jednu dceru. Žije v Ostravě, konkrétně v části Moravská Ostrava. Hovoří anglicky a rusky.

## Politické působení

### Komunální politika
Do politiky se pokoušel vstoupit, když kandidoval jako nestraník za ODS v komunálních volbách v roce 2002 do Zastupitelstva Městského obvodu Ostrava-Proskovice, ale nebyl zvolen. Následně se přestěhoval a ve volbách v roce 2006 uspěl jako nestraník za ODS v Městském obvodu Moravská Ostrava a Přívoz. Ve volbách v roce 2010 svůj mandát opět jako nestraník za ODS obhájil, stejně tak ve volbách v roce 2014.
V komunálních volbách v roce 2018 byl jako nestraník za ODS zvolen zastupitelem města Ostravy, když vedl tamní kandidátku strany (na kandidátce se nacházeli také členové TOP 09 a Soukromníků). V listopadu 2018 se navíc stal radním města. Na funkci však v lednu 2020 rezignoval. Jako nestraník za ODS kandidoval také do Zastupitelstva městského obvodu Moravská Ostrava a Přívoz, ale na posledním místě kandidátky. Neuspěl a v zastupitelstvu městského obvodu skončil.
Po komunálních volbách v roce 2018 vstoupil do ODS.
V komunálních volbách v roce 2022 neúspěšně kandidoval z 20. místa kandidátky koalice SPOLU (ODS, KDU-ČSL, TOP 09) do Zastupitelstva městského obvodu Moravská Ostrava a Přívoz. V roce 2022 již nekandidoval do zastupitelstva Ostravy.

### Kandidatura do Senátu

#### 2016
Ve volbách do Senátu PČR v roce 2016 kandidoval jako nezávislý v obvodu č. 70 – Ostrava-město.  Společně s ním jeho kampaň financovaly ODS, TOP 09 a Strana soukromníků České republiky (SsČR). Se ziskem 15,44 % hlasů postoupil z druhého místa do druhého kola, v němž porazil poměrem hlasů 51,81 % : 48,18 % kandidátku hnutí NEZ Lianu Janáčkovou. Stal se tak senátorem.  V Senátu se stal členem Senátorského klubu ODS, v letech 2016 až 2020 působil také jako místopředseda Výboru pro územní rozvoj, veřejnou správu a životní prostředí. V říjnu 2020 se stal novým předsedou Senátorského klubu ODS a TOP 09.

#### 2022
Ve volbách do Senátu PČR v roce 2022 obhájil mandát senátora za ODS v rámci koalice SPOLU (tj. ODS, KDU-ČSL a TOP 09) v obvodu č. 70 – Ostrava-město. V prvním kole vyhrál s podílem hlasů 25,42 %, a postoupil tak do druhého kola, v němž se utkal s kandidátem hnutí ANO Miroslavem Antlem. Ve druhém kole vyhrál poměrem hlasů 51,53 % : 48,46 %, a zůstal tak senátorem.
V Senátu je členem Organizačního výboru, Výboru pro záležitosti Evropské unie, Podvýboru pro regiony v transformaci Výboru pro územní rozvoj, veřejnou správu a životní prostředí a Podvýboru pro vnitřní bezpečnost a integrovaný záchranný systém (IZS) Výboru pro zahraniční věci, obranu a bezpečnost. Zdeněk Nytra je také členem Stálé komise Senátu pro dohled nad veřejnými prostředky a Stálé delegace Parlamentu České republiky do Meziparlamentní unie.